# Jim Erizo
Jim Erizo fue una serie de historietas desarrollada por Gabi entre 1947 y 1958.

## Trayectoria editorial
La primera historieta de la serie, con el título de Jim Erizo y su papá y de carácter autoconclusivo, apareció en el número 433 de "Chicos" (20 de abril de 1947). Seguirían cuatro aventuras largas en la misma revista, siempre a un ritmo de una página por número y a todo color: 
| Título                                  | Publicación            | Fecha                   |
| --------------------------------------- | ---------------------- | ----------------------- |
| «El Manantialito de la Eterna Juventud» | Chicos núms. 434 a 453 | 27/04/1947 a 14/09/1947 |
| Argumento:                              |                        |                         |
| «La Isla del Espanto Pequeñito»         | Chicos núms. 454 a 475 | 21/09/1947 a 22/02/1948 |
| Argumento:                              |                        |                         |
| «El Cubil de las Brujas Guapísimas»     | Chicos núm. 476 a 494  | 29/02/1948 a 04/07/1948 |
| Argumento:                              |                        |                         |
| «En los Dominios del Pasado»            | Chicos núm. 495 a 514  | 11/07/1948 a 05/12/1948 |
| Argumento:                              |                        |                         |

Apareció también en "Mis Chicas" hasta la marcha de Gabi a Francia. Allí, la retomaría para la revista "Balalín" en 1958.
En 1977, la editorial Doncel reeditó dos de las aventuras largas dentro de su colección Trinca.

## Valoración
El crítico Antonio Martín Martínez considera que las cuatro historietas largas de "Jim Erizo", aparte de ser las obras mayores de su autor, son fundamentales para comprender la comicidad del período. En ellas, Gabi reduce al absurdo el folletín de aventuras, igualando a héroes y villanos, aunque, para algún crítico, caiga en la trivilización de la violencia.